# Franz Xaver von Wulfen
Baron Franz Xaver von Wulfen, avstrijski jezuit, botanik in mineralog, * 5. november 1728, Beograd, † 16. marec 1805, Celovec, Avstrijsko cesarstvo.
Wulfen je bil med vodilnimi botaniki in član več znanstvenih akademij v obdobju po Linneju proti koncu 18. stoletja. Glavno področje njegovega delovanja je bilo raziskovanje flore v Vzhodnih Alpah.
Zaradi njegovega prispevka k botaniki so ga nazivali tudi kot: koroški Haller, koroški Linne, naš drugi Linne, Plinius Koroške,...

## Življenjepis
Rojen je bil v Beogradu, kjer je bil nastanjen njegov oče, Christian Friedrich Wulfen, častnik v avstrijski vojski.
Po študiju v Košicah na Slovaškem je 14. oktobra 1745 vstopil v noviciat pri Družbi Jezusovi (Jezuitih). V skladu s jezuitsko tradicijo se je izobraževal v jezuitskih kolegijih (Györ, Dunaj, Gradec).
Svojo učiteljsko pot je pričel leta 1755 na Jezuitskem kolegiju v Gorici, kjer je poučeval gramatiko. Že naslednje leto se je preselil na Terezijansko vojaško akademijo, kjer je isto poučeval gramatiko. Leta 1761 se je vrnil v Gorico in predaval matematiko; zopet je ostal le eno leto, saj je bil premeščen v Ljubljano, kjer je sprva poučeval logiko in metafiziko, leta 1763 pa je poučeval Newtonovo fiziko. Leta 1764 je bil premeščen v Celovec; tu je to leto poučeval fiziko, v letih 1765-1766 matematiko, med letoma 1767 in 1768 pa celoten predmetnik (studia superioria). Leta 1769 je prenehal poučevati.
Leta 1750 se je navdušil za botaniko in se pričel samostojno izobraževati (študiral je Linnejeva dela). Odkril je mnogo novih rastlinskih vrst, po njem imenovanih wulfenii. Po njem je poimenovan tudi rod rastlin Wulfenia in Wulfenov jeglič (Primula wulfeniana). Poleg tega je deloval tudi na področju mineralogije, kjer je imel bogato zbirko mineralov. Po njem je tako poimenovan mineral vulfenit (svinčena ruda).

## Odkritja
- Wulfenia carinthiaca Jacq. (vulfenovka)
- Primula wulfeniana Schott (Wulfenov jeglič)
- Alyssum wulfenianum Bernh. in Willd. (Wulfenov grobeljnik)
- Sempervivum wulfenii Hoppe ex Mertens & Koch in Röhling (Wulfenov netresk)
- Androsace wulfeniana Sieber ex Koch (Wulfenov oklep)
- Euphorbia wulfenii Hoppe ex Koch (?)

## Delo
- Plantae rariores carinthiacae. V: Miscellanea austriaca ad botanicam, chemiam et historiam naturalem spectantia, vol. I (1778) str. 147-163 in vol. II (1781) str. 25-183
- Abhandlung vom Kärntner Bleispate, 1785
- Plantae rariores carinthiacae. V: Collectanea as botanicam, chemiam et historiam naturalem, vol. I (1786) str. 186-364, vol. II (1788) str. 112-234, vol. III (1789) str. 3-166, vol. IV (1790) str. 227-348
- Descriptiones Quorumdam Capensium Insectorum, 1786
- Plantae rariores descriptae, 1803
- Cryptogama aquatica, 1803
- Flora Norica phanerogama, 1858